# Vladimir Beekman
Vladimir Beekman (Tallinn, 23 juli 1929 - aldaar, 3 oktober 2009) was een Estisch schrijver en vertaler.

## Biografie
Beekman liep school in Tallinn en Narva. Nadien studeerde hij voor scheikundig ingenieur aan de Technische Universiteit Tallinn. In 1959 werd hij lid van de Communistische Partij. Beekman was in 1956 begonnen als schrijver en cultuurfunctionaris bij de Estse Socialistische Sovjetrepubliek. Van 1968 tot 1971 was hij er secretaris van de Estse schrijversbond, van 1971 tot 1976 eerste secretaris en van 1983 tot 1985 voorzitter.
Beekman was een van de meest productieve Estische schrijvers van de tweede helft van de 20e eeuw. Hij schreef gedichten, romans, reisverhalen en kinderboeken. Daarnaast heeft hij verscheidene werken uit het Russisch, Duits en Zweeds vertaald naar het Estisch, onder meer de boeken van Astrid Lindgren, Selma Lagerlöf en Otfried Preußler.
Beekman was gehuwd met de Estische schrijfster Aimée Beekman (1933).

## Belangrijkste werken

### Dichtbundels
- "Laul noorusest" (1952)
- "Tuul kanarbikus" (1958)
- "Sinine tulp" (1965)
- "Rüsinatund" (1971)
- "Pühvliluht" (1974, bloemlezing)

### Poëzie
- "Laul noorusest" (1952)
- "Tee ellu" (1955)
- "Linnutee" (1960)
- "Ida-Euroopa valgus" (1963)

### Romans
- "Kurbade kivide linn" (1966)
- "Transiitreisija" (1967)
- "Öölendurid" (1975)
- "Eesli aasta" (1979)
- "Ja sada surma" (1978)
- "Koridor" (1982)
- "Kodutute kodu" (1985)
- "Narva kosk" (1986)

### Reisverhalen
- "Island 1958" (1959)
- "Sügis Rootsi Kuningriigis" (1960)
- "Kauge maa - Brasiilia" (1963)
- "Vahemaandumised" (1972)
- "Mehhiko - päikesekivi maa" (1975)
- "Maakera kuklapoolel" (1977)

### Kinderboeken
- "Aatomik" (1959)
- "Pea püsti, poisid" (1961)
- "Kõnelev kaaslane" (1961)
- "Aatomik ja Küberneetiline Karu" (1968)
- "Raua-Roobert" (1972)
- "Aatomiku juhtumused" (1974)